# Подболотов, Павел Алексеевич
Па́вел Алексе́евич Подболо́тов (3 июня 1939, Ленинград, РСФСР — 19 декабря 2019) — советский и российский историк, специалист по истории меньшевизма. Доктор исторических наук, профессор. Ректор Санкт-Петербургского государственного университета культуры и искусств (1991—2009). Заслуженный работник высшей школы Российской Федерации (1999).

## Биография
Павел Алексеевич Подболотов родился 3 июня 1939 года в Ленинграде.
В 1962 году окончил историко-филологический факультет Ленинградского государственного педагогического института имени А. И. Герцена, затем работал учителем истории и директором средней школы в Алтайском крае. Обучался в аспирантуре Ленинградского государственного университета имени А. А. Жданова, где в 1970 году защитил диссертацию на соискание учёной степени кандидата исторических наук по теме «Борьба Коммунистической партии против контрреволюционной идеологии и политики меньшевиков и эсеров в первые годы нэпа (1921—1925 гг.)» (специальность 07.570 — «История Коммунистической партии Советского Союза»). Затем работал на кафедре истории КПСС, с 1981 года — заведующий кафедрой.
В 1982 году защитил диссертацию на соискание учёной степени доктора исторических наук по теме «Борьба РКП(б) с меньшевизмом (ноябрь 1917—1924 гг.)» (07.00.01 — «История Коммунистической партии Советского Союза»)
В 1985 году получил звание профессора и стал заведующим кафедрой новейшей истории Отечества Ленинградского государственного института культуры имени Н. К. Крупской. Этой кафедрой он заведовал до момента её расформирования летом 2010 года.
В 1991 году был избран ректором Ленинградского государственного института культуры имени Н. К. Крупской.
Действительный член Международной академии информатизации, Академии гуманитарных наук.
В 2009 году в связи с достижением 70-летнего возраста освобождён от обязанностей ректора СПбГУКИ.
Автор более 50 научных трудов, научный редактор целого ряда коллективных монографий, учебных пособий и сборников научных статей.

## Основные работы
Книги
- Крах эсеро-меньшевистской контрреволюции. Л.: Издательство Ленингр.университета, 1975. 120 с.
- Подболотов П. А., Спирин Л. М. Крах меньшевизма в Советской России. Л.: Лениздат, 1988. 246 с.

Статьи
- Разоблачение контрреволюционной идеологии меньшевизма на страницах журнала «Большевик» (1924—1925 гг.) // Вестн. Ленингр.университета. 1969. № 20. Ист., яз., литература. Вып. 4. С. 17—22.
- Борьба РКП(б) с контрреволюционной идеологией меньшевизма (1923—1925 гг.) // Вестн. Ленингр. университета. 1971. № 20.
- Борьба В. И. Ленина с меньшевизмом (ноябрь 1917—1920 гг.) // Борьба ленинской партии против оппортунизма: Межвуз. сб. Л., 1980. С. 61—77.
- Письма и записки В. И. Ленина как источник изучения борьбы РКП(б) с меньшевизмом (1918—1922 гг.) // Лениниана. Поиск. Источниковедение. Археография. Л., 1981. С. 333—343.
- Великий Октябрь и поражение меньшевиков в профсоюзном движении // Великий Октябрь — торжество идей марксизма-ленинизма. Т. 2. М., 1987. С. 51—59.
- За идеалы демократии и гуманизма (Ю. О. Мартов) // История России в портретах. Т. 2. Смоленск — Брянск, 1997. С. 3—25.

## Награды
- орден Дружбы народов (1991)
- орден Почёта (2005)[4]
- Заслуженный работник высшей школы Российской Федерации (1999)[5]
- знак «Житель блокадного Ленинграда»